# Cosmos Elektrohandels
Cosmos Elektrohandels är en österrikisk hemelektronikkedja med butiker över hela Österrike.